# Opper-Hessisch voetbalkampioenschap 1908/09
In 1908/09 werd het eerste Opper-Hessisch voetbalkampioenschap gespeeld, dat georganiseerd werd door de West-Duitse voetbalbond. Voorheen speelden de clubs in de Hessische competitie. 
Gießener FC 1900 werd kampioen en plaatste zich voor de West-Duitse eindronde. De club verloor in de eerste ronde van Bonner FV 01. 

## A-Klasse
| Plaats | Club             | Wed. | W | G | V | Saldo | Ptn. |
| ------ | ---------------- | ---- | - | - | - | ----- | ---- |
| 1.     | Gießener FC 1900 | 4    | 3 | 0 | 1 | 8:7   | 6:2  |
| 2.     | FC Jahn Siegen   | 4    | 2 | 0 | 2 | 8:9   | 4:4  |
| 3.     | VfB 1905 Marburg | 4    | 1 | 0 | 3 | 5:5   | 2:6  |

|  | Kampioen |

## B-Klasse
| Plaats | Club            | Wed. | W | G | V | Saldo | Ptn.  |
| ------ | --------------- | ---- | - | - | - | ----- | ----- |
| 1.     | FC Wetzlar 1905 | 2    | 2 | 0 | 0 | 10:03 | 04:00 |
| 2.     | BC Gießen 1904  | 2    | 0 | 0 | 2 | 03:10 | 00:04 |

|  | Kampioen, promotie |